# Faurilles
Faurilles (tiếng Occitan là Faurilhas) là một xã của Pháp, nằm ở tỉnh Dordogne trong vùng Aquitaine của Pháp. Xã này có diện tích 4,3 km2, dân số năm 1999 là 63 người. Xã nằm ở khu vực có độ cao trung bình 130 m trên mực nước biển.

## Thông tin nhân khẩu
| Năm | 1962 | 1968 | 1975 | 1982 | 1990 | 1999 |
| --- | ---- | ---- | ---- | ---- | ---- | ---- |
| Dân số | 78   | 77   | 65   | 60   | 62   | 63   |
| From the year 1962 on: No double counting—residents of multiple communes (e.g. students and military personnel) are counted only once. |      |      |      |      |      |      |